# Pont-Farcy
Pont-Farcy là một xã ở tỉnh Calvados, thuộc vùng Normandie ở tây bắc nước Pháp.

## Dân số
| Năm | 1962 | 1968 | 1975 | 1982 | 1990 | 1999 | 2004 |
| --- | ---- | ---- | ---- | ---- | ---- | ---- | ---- |
| Dân số | 801  | 766  | 613  | 534  | 487  | 512  | 517  |
| From the year 1962 on: No double counting—residents of multiple communes (e.g. students and military personnel) are counted only once. 2004: Provisional population (annual survey). |      |      |      |      |      |      |      |

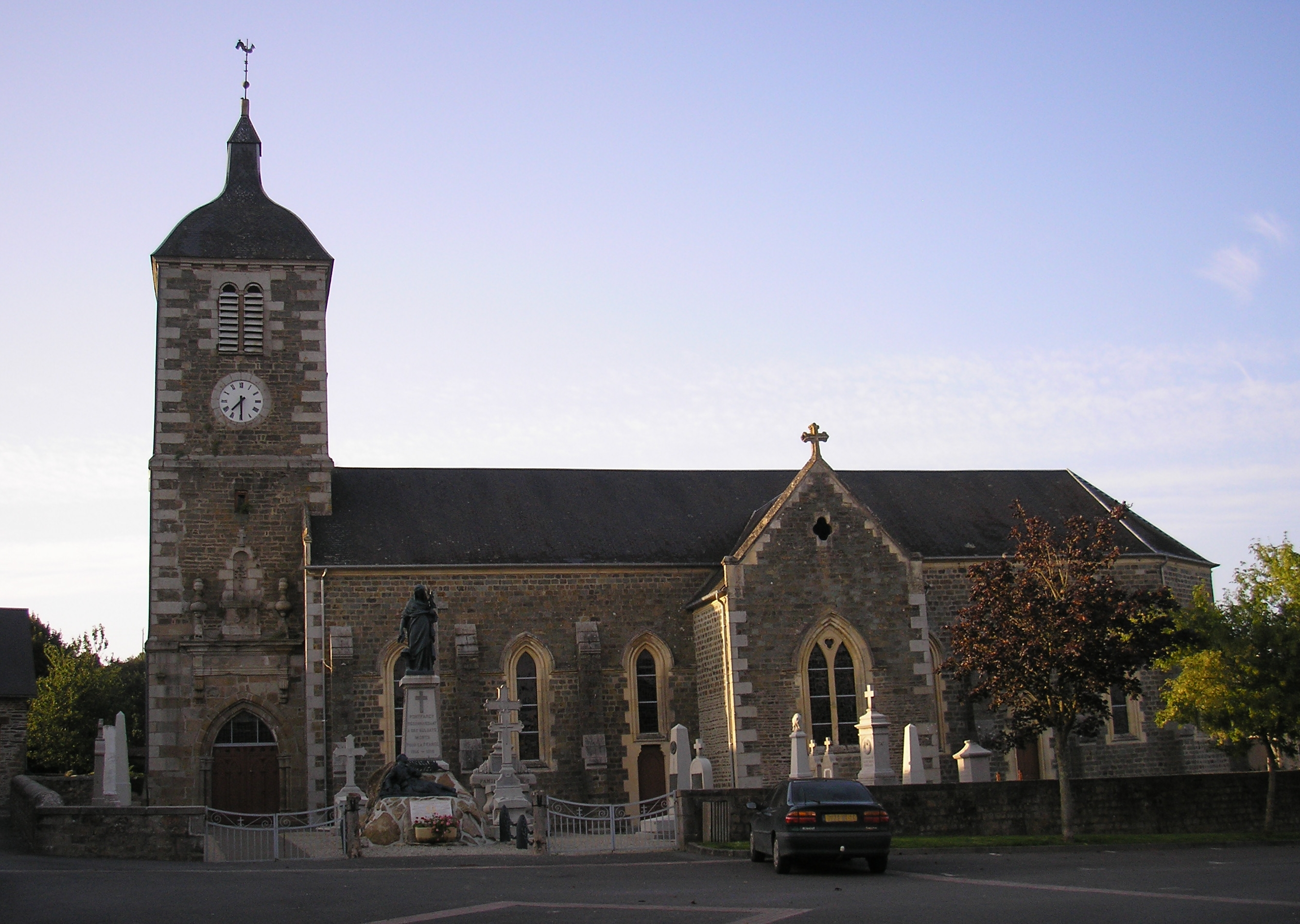
L'église Saint-Jean-Baptiste.

- L'église Saint-Jean-Baptiste (Bản mẫu:XVIIe siècle),
- La mairie (Bản mẫu:XIXe siècle),
- L'église de Pleines-Œuvres, perchée sur les gorges de la Vire,
- Pont Bailey, initialement sur la Vire, déposé sur un chemin de halage.